# Сативе
Сативе (груз. სათივე) — село в Грузии. Находится в Хашурском муниципалитете края Шида-Картли. Высота над уровнем моря составляет 680 метров. Население — 188 человек (2014).
Представители фамилии Багратион-Давитишвили (Ветвь кахетинского царского дома Багратиони) упомянуты в «Книге решений» хана Ростома в 1634 году, в связи с владением деревни Сативе. Как выясняется из этого документа, тяжба между Давидом и его племянником Рамазом Багратион-Давитишвили шла о праве на владение деревней Сативе. 
Сативе досталась Давиду, но их потомки позже вновь вели тяжбу за владение этой стратегически важной деревней. Название Сативе исходит из слова тиви (плот) и означает место, с которого осуществляют сплав леса. В 50-е годы XVII века в результате неоднократного нашествия лезгин деревня Сативе была разорена. 
В феврале 1761 года Заал Багратион-Давитишвили писал царю Ираклию II: «В нашем имении Сативе уже не зажигается огонь, крепостных не осталось, те, кто спаслись от лезгин, рассыпались по разным местам, спасая свою жизнь».
На эту жалобу царский двор отреагировал оперативно, проведя определенные работы по возрождению деревни. Но повторно поселившиеся здесь крестьяне опять становились жертвой набегов лезгин. Поэтому царь принял особые меры для спасения деревни и ее жителей. По его приказу Сативе освободили от отправки в дежурное войско отряда местных воинов, оставив их для защиты Сативе. Также освободили деревню от доставки провианта для дежурного войска и обещали в случае надобности прислать войско. Эти меры отбили охоту у лезгин нападать на хорошо вооруженный гарнизон деревни. В сентябре 1776 года было документально отмечено о хороших результатах в связи с принятием надлежащих мер по защите стратегического объекта Сативе.
В деревне Сативе возвышается церковь, построенная в середине XIX века на средства Багратион-Давитишвили. Церковь носит имя Святой Троицы и по своей архитектуре относится к церквям зального типа.
Эта церковь служила усыпальницей семье Багратион-Давитишвили. На одном из камней имеется надпись мхедрули: «Под этим камнем покоится прах княгини Мелании, родительницы подпоручика Александрэ Багратион-Давитишвили… скончавшейся 4 января 1857 года». 
Церковь была восстановлена в наше время, но многие драгоценные сосуды и другая церковная утварь в эпоху правления коммунистов были утеряны.